# تومي موراي
تومي موراي (بالإنجليزية: Tommy Murray)‏ (1 يونيو 1943 - ) هو لاعب كرة قدم بريطاني في مركز الهجوم. لعب مع ريث روفرز.

## وصلات خارجية
- تومي موراي على موقع قاعدة بيانات كرة القدم.إي يو (الإنجليزية)